# William Robinson (1er baronnet)
Pour les articles homonymes, voir William Robinson.
William Robinson (19 novembre 1655-22 décembre 1736), 1er baronnet de Newby-on-Swale, Yorkshire, est un homme politique Whig Anglais qui siège à la Chambre des communes britannique entre 1689 et 1722. Il est Lord Maire de York de 1700 à 1701.

## Biographie

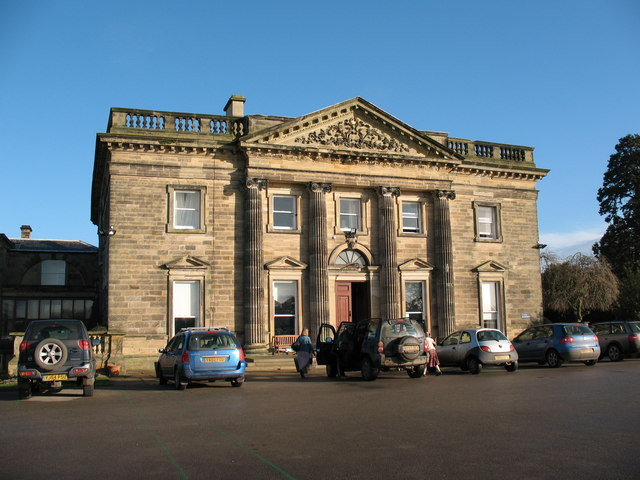
Newby Park, plus tard Baldersby Park

Il est le fils aîné de Thomas Robinson, marchand à York, et de son épouse Elizabeth Tancred, fille de Charles Tancred d’Arden, dans le Yorkshire . Il descend d'un riche négociant de York, également appelé William Robinson, qui est maire de York et député de cette ville pendant le règne d'Élisabeth Ire. Il fait ses études à York sous la direction de M. Langley et est admis au St John's College de Cambridge le 6 février 1671 . En 1674, il est admis à Gray's Inn. Il succède à son père en 1676. Il épouse Mary Aislabie, fille de George Aislabie de Studley Royal, Yorkshire le 8 septembre 1679. Il est capitaine de la milice de cavalerie du Yorkshire à partir de décembre 1688 et est associé au soulèvement de Danby pendant le Glorieuse Révolution.
Il est élu député de Northallerton aux Élections générales anglaises de 1689. Il n'est pas très actif au parlement et n'est nommé que dans trois comités. Il est haut-shérif du Yorkshire de mars à novembre 1689. Son oncle Metcalfe Robinson est créé baronnet en 1660, mais il meurt sans descendance en 1689, de sorte que le titre de baronnet disparait. Robinson est créé baronnet pour faire revivre le titre le 13 février 1690.
Il est réélu député de Northallerton lors de l'élection générale de 1690 en Angleterre. Il est député de York de 1698 à 1722. Il est également maire de York en 1700.
Il charge Colen Campbell de construire la maison de Newby Park (plus tard connue sous le nom de Baldersby Park House) dans le nouveau style palladien de Newby-on-Swale. Il est achevé en 1721 et est maintenant un bâtiment classé Grade I.
Il décède le 22 décembre 1736 et est enterré à Topcliffe. Il a cinq fils et une fille. Son fils aîné, Metcalfe, ne lui survit que quatre jours. Le titre de baronnet passe à son deuxième fils, Tancred Robinson (3e baronnet), qui devient contre-amiral et est deux fois maire de York. Son quatrième fils, Thomas, est secrétaire d’État du département du Sud et chef de la Chambre des communes. Il est élevé à la pairie en tant que baron Grantham en 1761.